# Marmo di Aurisina

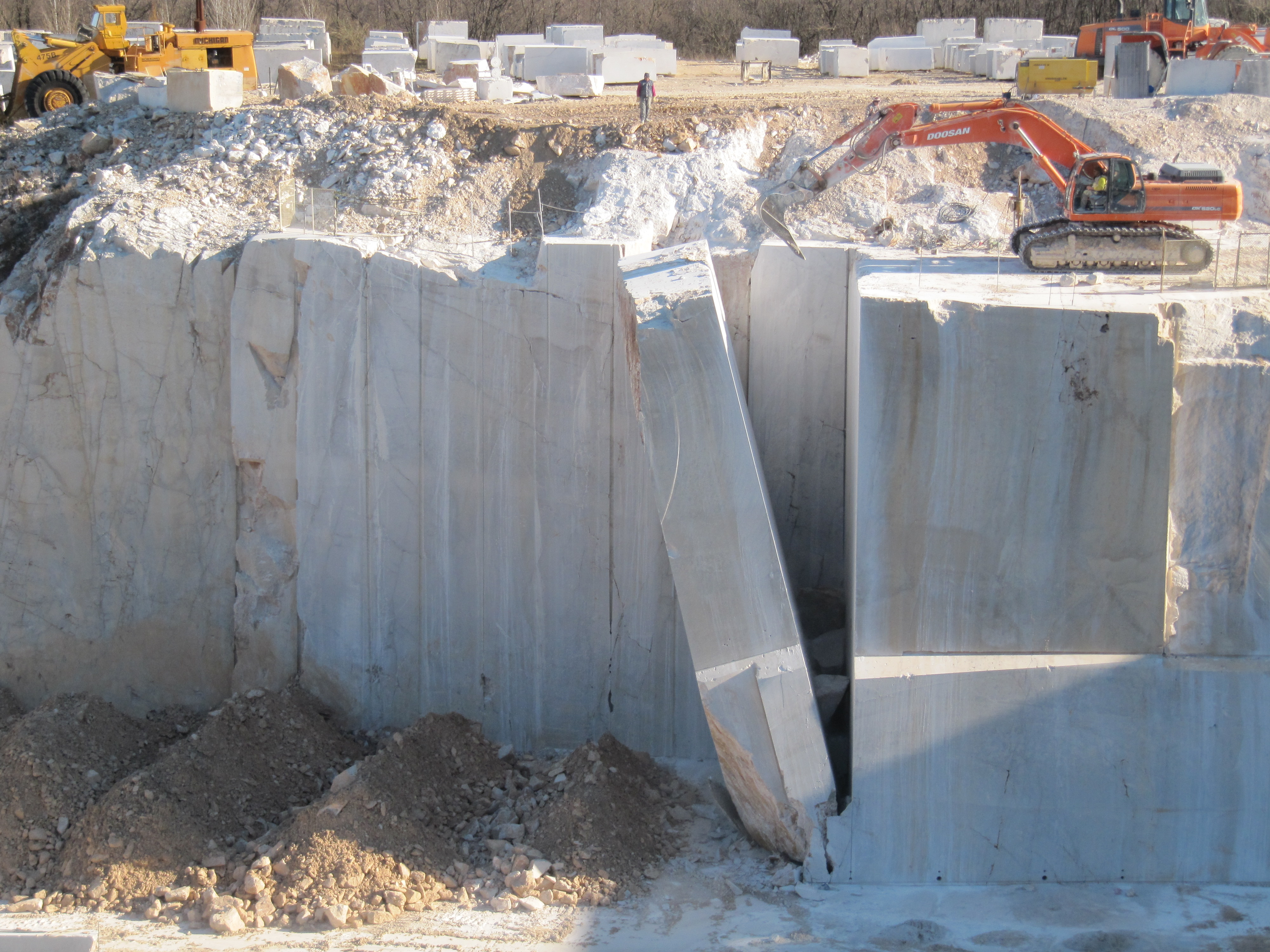
Cave di Aurisina.

Il marmo di Aurisina, detto anche pietra di Aurisina, è una roccia sedimentaria calcarea di colore di fondo grigio, caratterizzata da particolare durezza, compattezza e resistenza. La sua estrazione, le cui origini risalgono al I sec. a.C., viene effettuata nei bacini di cava del Carso Triestino presenti nel comune di Duino-Aurisina, in provincia di Trieste.

## Caratteristiche

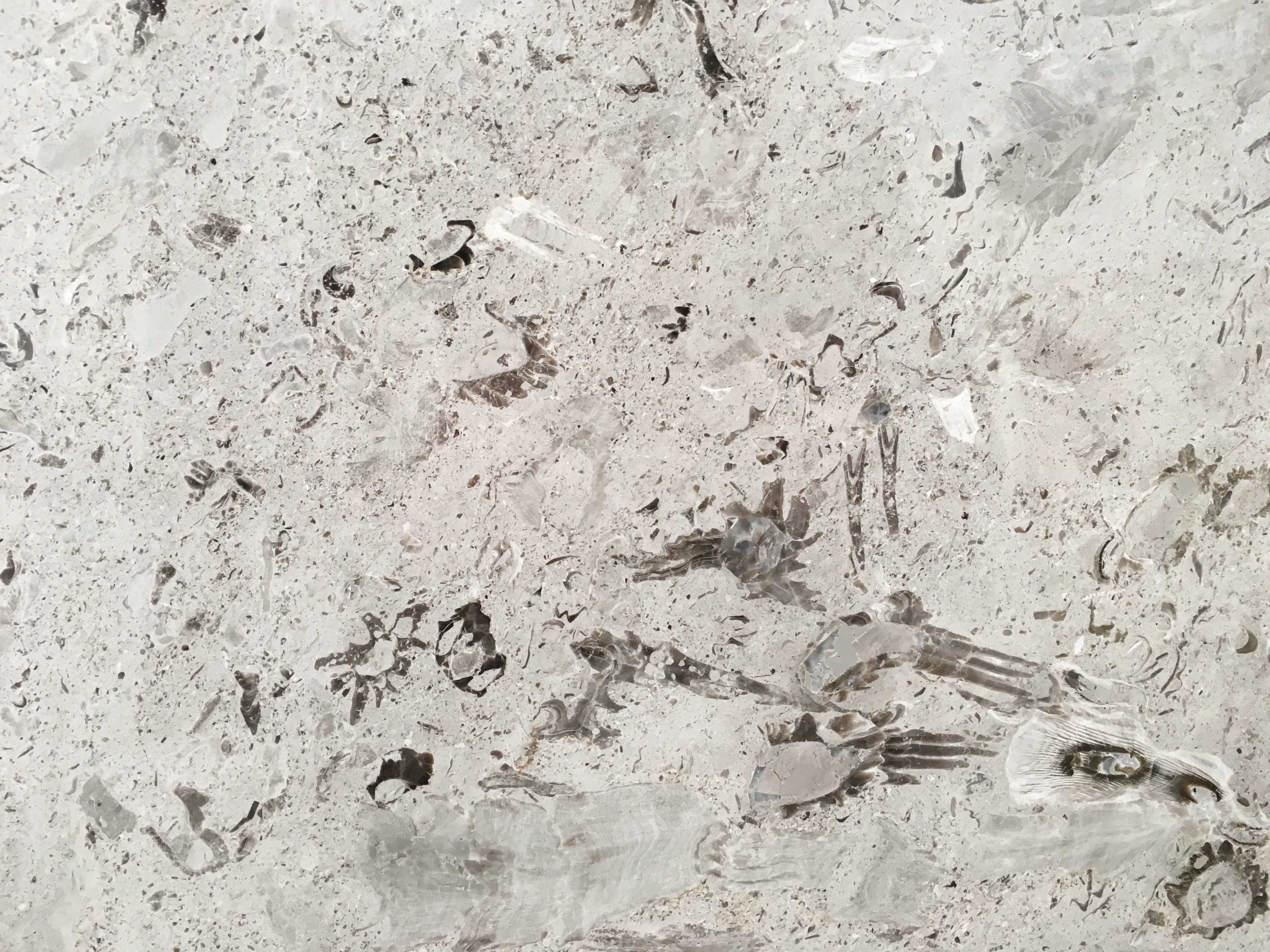
Dettaglio di marmo Aurisina Fiorita.

Dettaglio di marmo Aurisina Lumachella.

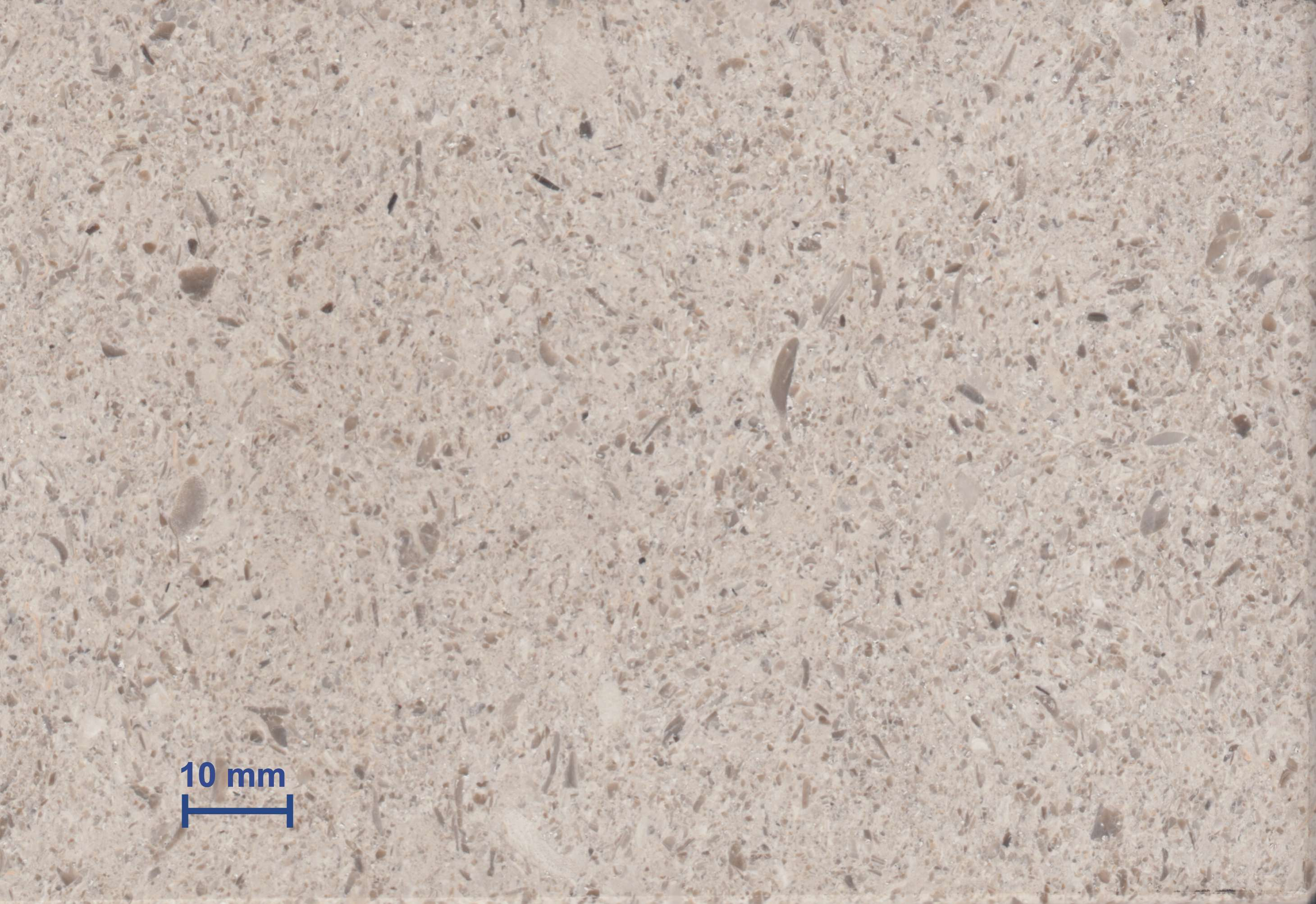
Dettaglio di Aurisina Roman Stone

Il marmo di Aurisina è una roccia calcarea di tipo sedimentario di colore di fondo grigio più o meno chiaro, talvolta tendente al nocciola, caratterizzata da elevata purezza, compattezza e relativa omogeneità. Le cave da cui viene estratto si presentano stratificate in possenti e massicce bancate. Sulla base delle differenze di tonalità del colore grigio e della distribuzione, dimensione ed orientamento dei resti organici che caratterizzano questa pietra, è possibile individuare diverse varietà i cui nomi commerciali più conosciuti sono: Aurisina Fiorita, Aurisina Lumachella, Aurisina Chiara, Aurisina Granitello, Roman Stone, Fior di Mare, Fioritello. A queste tipologie si possono aggiungere altre varietà coltivate in aree adiacenti del Carso Triestino, quali il Repen, Repen Classico, Repen Unito, Repen Fiorito, la Breccia Carsica, la Stalattite.
La composizione chimica e le proprietà tecniche, fisiche e meccaniche della pietra di Aurisina la rendono adatta a molteplici impieghi nell'architettura, sia strutturale che decorativa, e nelle arti statuaria e monumentale.
Qui di seguito vengono riportati i valori medi relativi alle proprietà chimiche ed alle caratteristiche tecniche, fisiche e meccaniche riferibili al gruppo di marmi di Aurisina che include l'Aurisina Fiorita, Aurisina Lumachella, Aurisina Chiara, Aurisina Granitello, Roman Stone ed il Fior di Mare:
Composizione chimica:

CaCO3: 99,184 % (valori medi)

MgCO3: 0,586 % (valori medi)

FeCO3: 0,036 % (valori medi)

Caratteristiche tecniche, fisiche e meccaniche:

Peso di volume: 2646 Kg/m³ (valori medi)

Coefficiente di imbibizione: 10,76 °/°° (valori medi)

Resistenza alla flessione: 150 Kg/cm² (valori medi)

Coefficiente di dilatazione lineare termica: 0,00414 mm/ml/°C (valori medi)

Resistenza agli urti: 33,6 cm (valori medi)

## Uso nella storia
Stando all'analisi di numerosi monumenti antichi di Aquileia (colonia romana fondata nel 181 a.C.), si può presumere che l'approvvigionamento dalle Cave di Aurisina cominci in età repubblicana, nel I sec. a.C., e continui stabilmente per tutta la vita della città, fino al V sec. d.C. 
Nella fiorente città romana, questa pietra viene utilizzata in grandi quantità per la realizzazione di elementi architettonici, sia di natura strutturale che decorativa, statue, urne cinerarie, monumenti sepolcrali, stele funerarie e iscrizioni.
Sempre in epoca romana, non solo Aquileia ma anche la città di Tergeste, l'attuale Trieste, registra un uso massiccio del marmo carsico in svariati elementi architettonici degli edifici pubblici e nella scultura, per la realizzazione di statue e monumenti.
L'uso della pietra di Aurisina ebbe grande diffusione nell'Italia settentrionale in età romana, dato che manufatti in questa pietra furono rinvenuti fino a Pavia, dove forse giunsero per via fluviale.
Successivamente, in età postromana, il marmo di Aurisina trova impiego nel Mausoleo di Teodorico a Ravenna, edificato attorno al 520 d.C. da Teodorico il Grande come sua futura tomba: certamente l'opera più famosa del patrimonio archeologico lasciatoci in eredità dagli Ostrogoti.
Dopo il significativo impiego in epoca romana, le testimonianze dell'utilizzo della pietra di Aurisina in epoca medievale e barocca sono fortemente limitate. Secondo il Prof. Lorenzo Lazzarini, il marmo del Carso viene utilizzato regolarmente a Venezia fino al Medioevo, sostituito poi dalla pietra d'Istria. In seguito, a Trieste il suo impiego ricomincia nel XVIII secolo, in contemporanea alla crescita della città, spinta dallo sviluppo commerciale dovuto alla proclamazione del porto franco da parte dell'Imperatore Carlo VI d'Asburgo, avvenuta nel 1719. L'edificazione di Palazzo Pitteri, sito in Piazza Unità d'Italia (1780) e dell'edificio della Borsa (1802), così come la ristrutturazione della chiesa greco-ortodossa di San Nicolò (1819), costituiscono alcuni prestigiosi esempi di applicazione del marmo di Aurisina nell'architettura neoclassica che contraddistingue la prima metà del XIX secolo triestino.
In seguito, è durante la dominazione dell'Impero austro-ungarico che la pietra di Aurisina vive la sua epoca d'oro, trovando ampio utilizzo a Trieste e in ogni angolo del regno, grazie al completamento della Ferrovia Meridionale (la Sudbhähn) che collega la città portuale alla capitale Vienna. Tra le opere di spicco realizzate in questo periodo figurano l'Arsenale del Lloyd Austriaco, il Palazzo del Lloyd Austro-Ungarico in Piazza Unità d'Italia, il Palazzo di Giustizia, il Palazzo della R.A.S., il Palazzo Revoltella e il Palazzo Stratti a Trieste, così come il Palazzo del Parlamento e il Palazzo Imperiale (o Hofburg) a Vienna, il Palazzo del Nuovo Parlamento e il Palazzo dell'Opera di Stato a Budapest, il Teatro dell'Opera di Graz e numerosi impieghi nelle principali città dell'Impero Linz, Innsbruck, Graz, Monaco di Baviera, Salisburgo, Lubiana, Praga, Pola, Fiume, Zara e Zagabria. Intorno al 1890, il comparto lapideo delle cave e dei laboratori del Carso contano oltre 3000 operai, esclusi i carrettieri, gli industriali e gli operatori impegnati nel commercio.
Dopo la definitiva annessione di Trieste all'Italia (1918), durante il periodo compreso tra le due guerre, il marmo di Aurisina diventa protagonista della realizzazione di opere imponenti come il Sacrario Militare di Redipuglia e la Stazione di Milano Centrale, nella quale vengono impiegate 38.000 tonnellate di pietra per la realizzazione di rivestimenti e pavimentazioni così come di svariati elementi ornamentali quali statue e fregi. In questi anni, la pietra carsica raggiunge per la prima volta i paesi d'oltremare, trovando impiego in Egitto e negli Stati Uniti.
Nel secondo dopoguerra e negli ultimi decenni del secolo scorso, la pietra di Aurisina continua a trovare fortuna nei mercati esteri, venendo infatti impiegata in varie opere di prestigio quali la metropolitana di Atlanta negli Stati Uniti, l'aeroporto di Berlino e la metropolitana di Francoforte in Germania, i centri direzionali del quartiere d'affari La Défense a Parigi. Nel 1989, quasi 100.000 metri quadrati di pietra carsica vengono utilizzati per pavimentare e decorare la Linea 3 della Metropolitana di Milano.
In anni più recenti, il marmo di Aurisina è stato utilizzato da architetti di fama internazionale in numerose opere sia in Italia che all'estero. Tra queste spiccano la pavimentazione esterna dell'area che ospita il Citylife Shopping District di Milano, realizzato dall'archistar Zaha Hadid e inaugurato il 29 Novembre 2017, e le pavimentazioni interne del nuovo quartier generale di Lavazza, "la Nuvola", realizzato da Cino Zucchi a Torino e inaugurato il 14 Aprile 2018. All'estero invece, questo viene impiegato in svariati progetti realizzati in vari paesi Europei, Australia, Cina, Corea del Sud, Giappone, India, Stati Uniti e Taiwan.
è dato solo dalla forza degli impianti di sollevamento;
	
per esprimermi con un esempio drastico dirò,

che se si potesse disporre di gru ultrapotenti

e se ciò avesse un'utilità qualunque,

si potrebbe estrarre una casa monolitica,

fondamenta e tetto compresi.

/.../

Ne fa fede la stupenda cupola monolitica

del Mausoleo di Teodorico a Ravenna,

che eclissa quanto può vantare l'Oriente

in fatto di immensità dei blocchi.»
(Ambrosi C. - Sonzogno G., “La Cava Romana - Marmi e pietre del Carso e dell'Istria”, Trieste, 1962, pp. 13-14)

## Galleria d'immagini

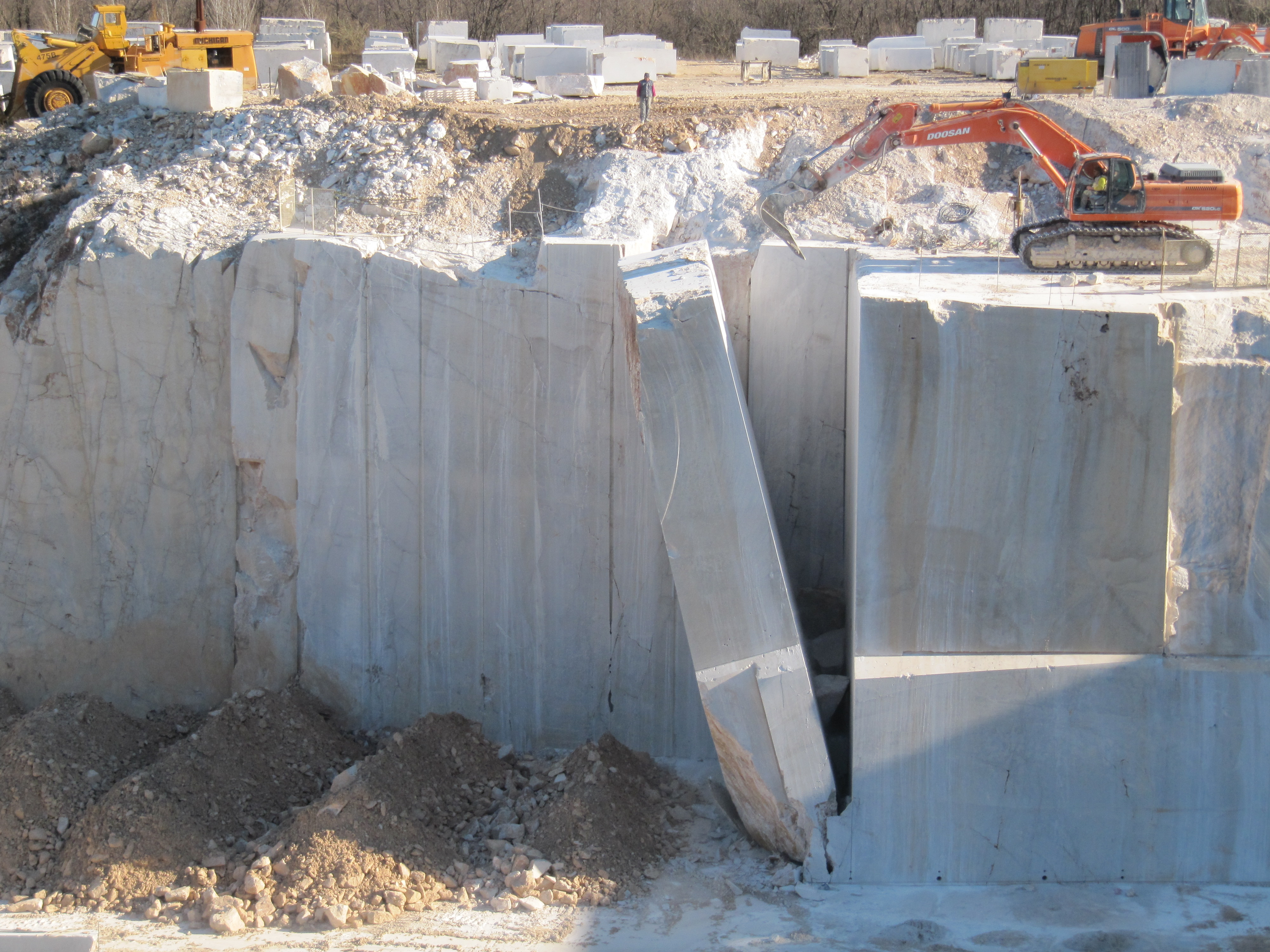
Cava di Aurisina della Pizzul S.r.l. Marmi Aurisina
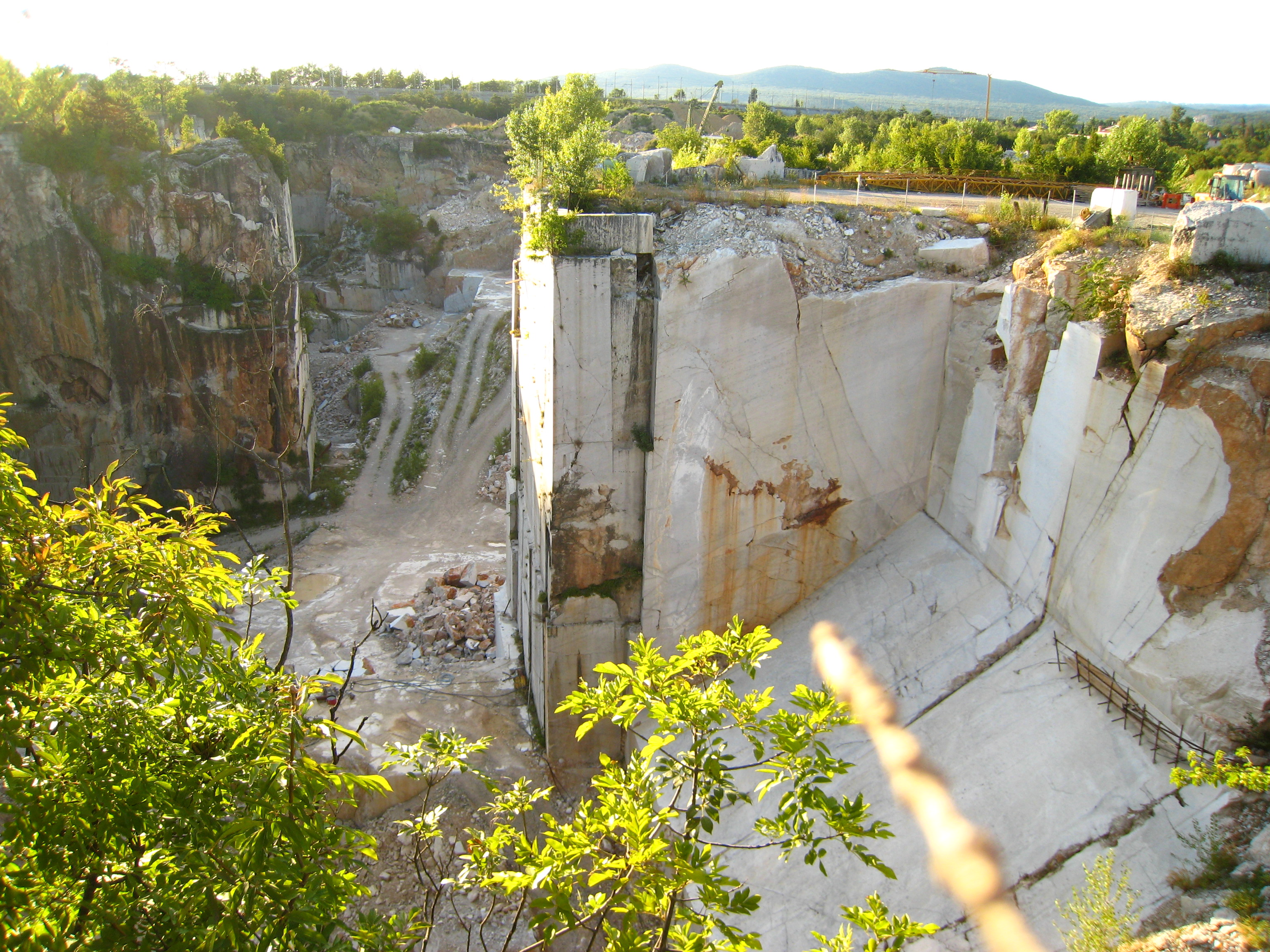
Cava di Aurisina della Cava Romana
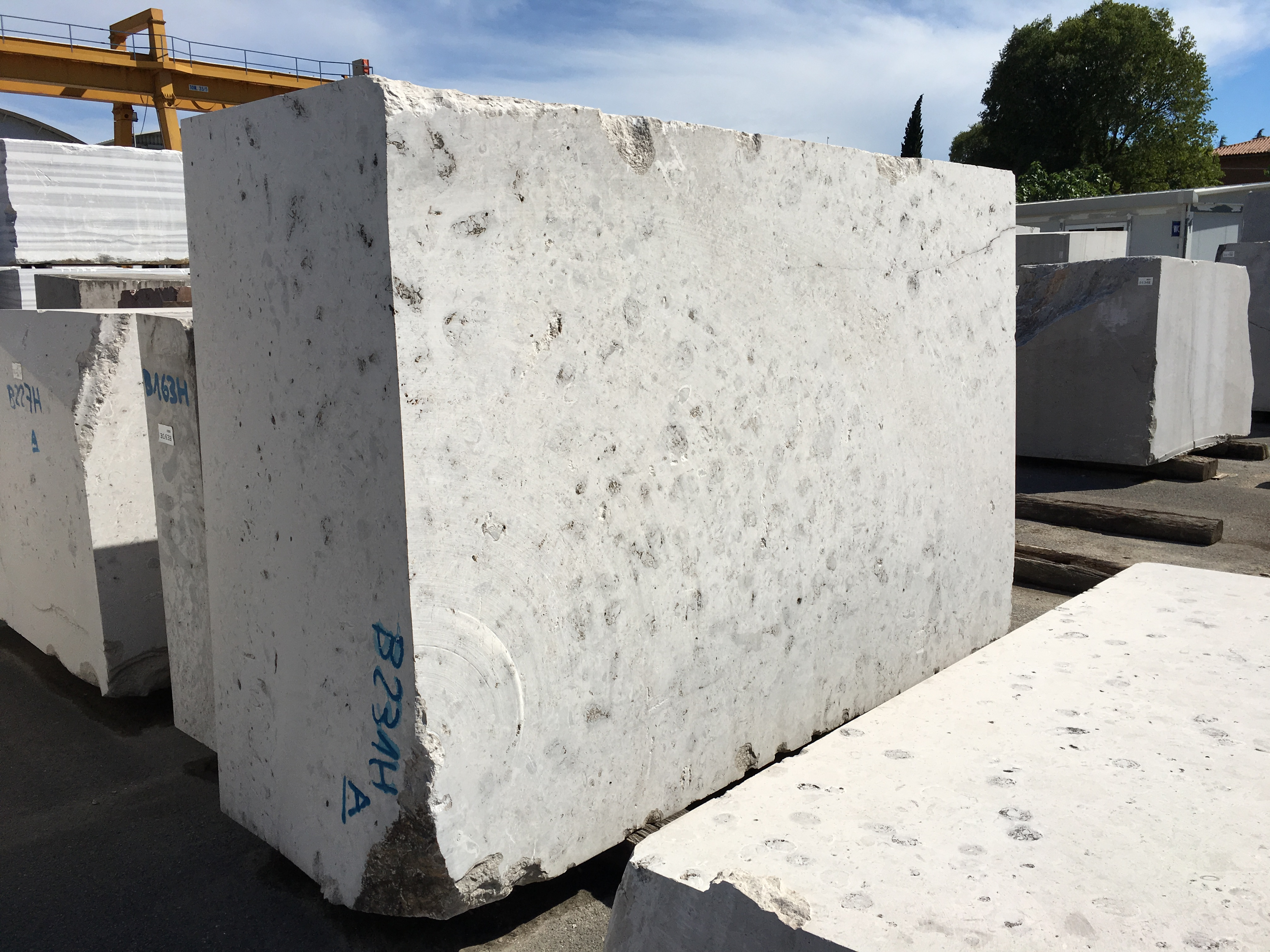
Blocco di Aurisina Fiorita
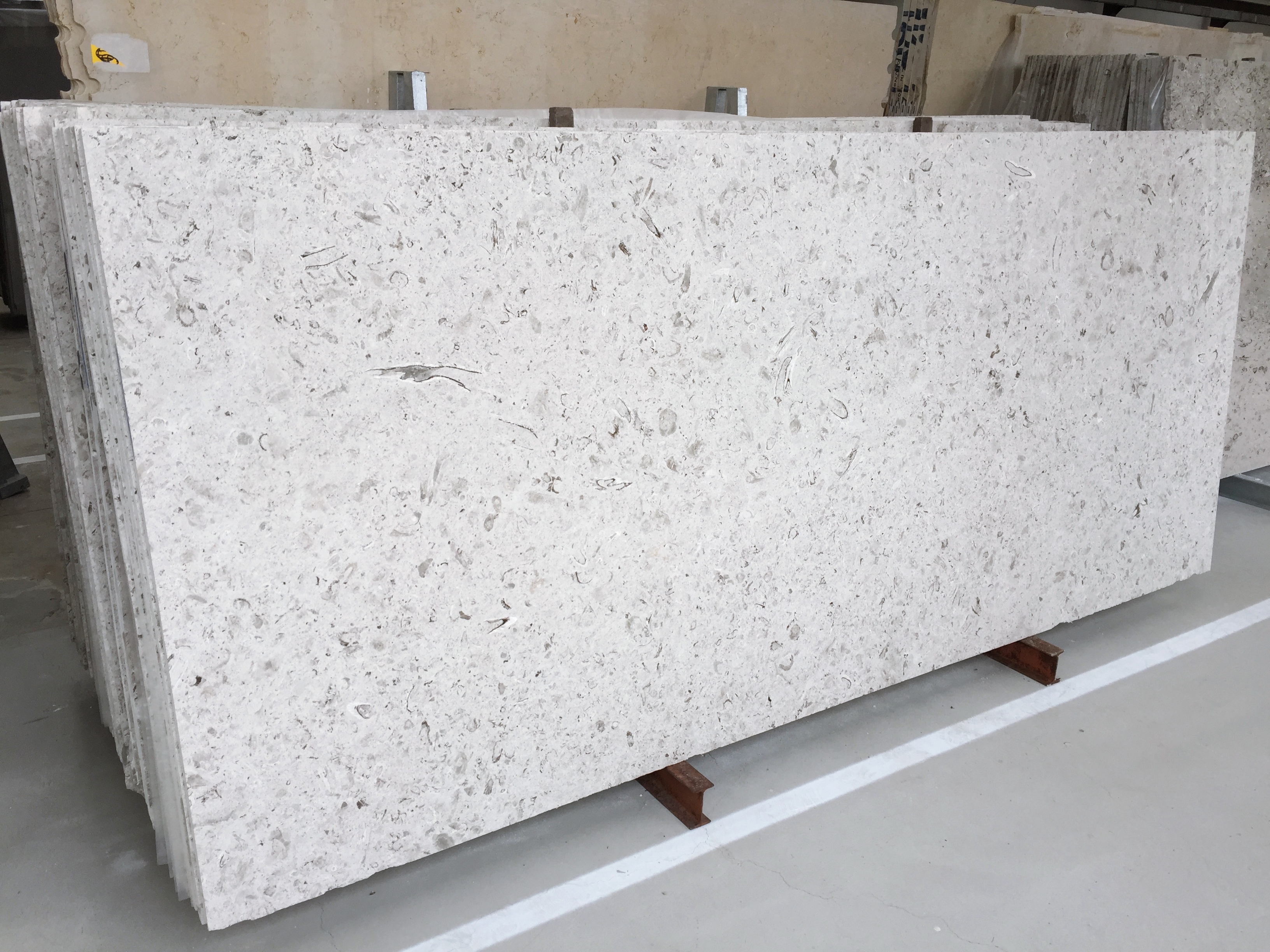
Lastre lucide di Aurisina Fiorita